# Deutsche Meisterschaften der Masters
Die Deutschen Meisterschaften der Masters oder Deutsche Mastersmeisterschaften (kurz: DMM) im Schwimmen sind zwei jährlich stattfindende Wettbewerbe für Mastersschwimmer, in denen für verschiedene Schwimmdisziplinen
auf der 50-m-Langbahn ein Deutscher Meister jeweils in den Männer- und in der Frauenklassen gekürt wird. Titel werden in den Einzeldisziplinen Freistil-, Brust-, Rücken-, Schmetterling- und Lagenschwimmen sowie in den Mannschaftsdisziplinen Freistilstaffel und Lagenstaffel über verschiedene Strecken vergeben. Sie werden vom Deutschen Schwimm-Verband (DSV) organisiert.
Während bei den offenen Deutschen Meisterschaften üblicherweise nur zwischen Freiwasser, Langbahn und Kurzbahn unterschieden wird, so gibt es für die Langbahnwettbewerbe die Deutschen Meisterschaften der Masters über den „kurzen Strecken“ und über den „langen Strecken“ als zwei getrennte separate Veranstaltungen. Bei den Deutschen Kurzbahnmeisterschaften der Masters gibt es diese Unterteilung jedoch nicht.

## Teilnahme- und Startberechtigungen
Entsprechend der Wettkampfbestimmungen des Deutschen Schwimmverbandes für Masterswettkämpfe sind nur Teilnehmerinnen zugelassen, die ein Mindestalter von 20 Jahren haben. Weiter gelten übliche Voraussetzungen wie auch bei anderen offenen Schwimmveranstaltungen wie beispielsweise die Zustimmungen zu den entsprechenden Wettkampfbestimmungen und Anti-Doping-Ordnungen des DSV sowie eine vorhandene Jahreslizenz.

## Austragungsorte

### Deutsche Meisterschaften der Masters „kurze Strecken“
| Nr. | Jahr | Stadt        | Austragungsort                | Zeitraum            |
| --- | ---- | ------------ | ----------------------------- | ------------------- |
| 44. | 2012 | Dortmund     | Südbad                        | 24. – 26. August    |
| 45. | 2013 | Sindelfingen | Badezentrum Sindelfingen      | 14. – 16. Juni      |
| 46. | 2014 | Hannover     | Stadionbad                    | 20. – 22. Juni      |
| 47. | 2015 | Regensburg   | Westbad                       | 5. – 7. Juni        |
| 48. | 2016 | Gera         | Hofwiesenbad                  | 15. – 17. April     |
| 49. | 2017 | Magdeburg    | Elbe-Schwimmhalle             | 16. – 18. Juni      |
| 50. | 2018 | Osnabrück    | Nettebad                      | 1. – 3. Juni        |
| 51. | 2019 | Karlsruhe    | Fächerbad                     | 31. Mai – 2. Juni   |
| 52. | 2021 | Braunschweig | Freibad Raffteich             | 10. – 12. September |
| 53. | 2022 | Gera         | Hofwiesenbad                  | 5. – 7. August      |
| 54. | 2023 | Dresden      | Schwimmhalle Freiberger Platz | 2. – 4. Juni        |

### Deutsche Meisterschaften der Masters „lange Strecken“
| Nr. | Jahr | Stadt         | Austragungsort                          | Zeitraum          |
| --- | ---- | ------------- | --------------------------------------- | ----------------- |
| 28. | 2012 | Köln          | Landesleistungszentrum Köln-Müngersdorf | 20. – 22. April   |
| 29. | 2013 | Wetzlar       | Hallenbad Europa                        | 19. – 21. April   |
| 30. | 2014 | Gera          | Hofwiesenbad                            | 4. – 6. April     |
| 31. | 2015 | Köln          | Landesleistungszentrum Köln             | 17. – 19. April   |
| 32. | 2016 | Braunschweig  | Sportbad Heidberg                       | 26. – 28. April   |
| 33. | 2017 | Wetzlar       | Hallenbad Europa                        | 28. – 30. April   |
| 34. | 2018 | Wetzlar       | Hallenbad Europa                        | 20. – 22. April   |
| 35. | 2019 | Halle (Saale) | Schwimmhalle Halle-Neustadt             | 5. – 7. April     |
| 36. | 2022 | Solingen      | Klingenhalle                            | 18. – 20. März    |
| 37. | 2023 | Halle (Saale) | Schwimmhalle Halle-Neustadt             | 24. – 26. Februar |